# Katastrofa kolejowa w Kraskach
Katastrofa kolejowa w Kraskach – katastrofa, do której doszło 7 grudnia 1977 roku około godziny 3:40 na odcinku Zduńska Wola – Inowrocław. W jej wyniku zginęło 7 osób, a 56 zostało rannych.

## Historia
Przyczyną katastrofy było najechanie pociągu relacji Katowice – Gdynia Główna na pociąg stojący na rozjeździe. Lokomotywa wraz z kolejnymi wagonami (1 – 3) przewróciła się, a dwa kolejne wagony ustawiły się w poprzek toru, na którym odbywała się jazda pociągu pospiesznego. Na miejscu zginęło 4 pasażerów i dwóch kolejarzy z obsługi pociągu. Osoby ranne przewieziono do szpitali w Łęczycy, Turku, Kutnie i Zgierzu.